# La Pimpinella Escarlata (pel·lícula de 1982)
La Pimpinella Escarlata (títol original: The Scarlet Pimpernel) és un telefilm romàntic britànic d'aventures de 1982 ambientada durant la Revolució Francesa. Es basa en les novel·les La Pimpinella Escarlata (1905) i Eldorado (1913) de la baronessa Emmuska Orczy, i és protagonitzat per Anthony Andrews, Jane Seymour i Ian McKellen. La història és diferent del llibre, però s'hi inspira en gran manera. Està doblat al català.

## Argument
L'any 1792, durant el regnat del terror, la Pimpinella Escarlata rescata els aristòcrates francesos mentre es fea passar per Sir Percival Blakeney, un ric despistat i amb el cap aparentment buit. Percy es casa amb la bella actriu francesa Marguerite St. Just, però la seva relació anterior amb l'agent de Robespierre, Paul Chauvelin, pot posar en perill els plans de la Pimpinella per salvar el jove Delfí, el fill gran de l'antic rei de França.

## Repartiment
- Anthony Andrews com Sir Percy Blakeney / la Pimpinella Escarlata
- Jane Seymour com Marguerite Blakeney (nascuda St. Just)
- Ian McKellen com Paul Chauvelin
- James Villiers com baró de Batz
- Eleanor David com Louise
- Richard Morant com Robespierre
- Dominic Jephcott com Sir Andrew Ffoulkes
- Christopher Villiers com Lord Antony Dewhurst
- Denis Lill com comte de Tournay
- Ann Firbank com comtessa de Tournay
- Tracey Childs com Suzanne de Tournay
- Julian Fellowes com el Princep de Gal·les

## Producció
La Pimpinella Escarlata està basada en una novel·la escrita per la baronessa Emma Orczy. L'adaptació de 1982 va ser produïda per London Films i dirigida per Clive Donner. El rodatge va tenir lloc a diversos llocs del segle XVIII a Anglaterra, com ara el Palau de Blenheim, el Ragley Hall, el Castell de Broughton i la Mansió Milton; també Lindisfarne. Tony Curtis va ser el dissenyador de la pel·lícula. La pel·lícula es va ampliar a tres hores per donar temps per afegir una subtrama i personatges addicionals. La subtrama, extreta d'una altra novel·la d'Orczy, detallava l'èxit del rescat del Delfí d'una presó francesa.
Anthony Andrews havia guanyat recentment el BAFTA al millor actor per la seva actuació a la sèrie Retorn a Brideshead  de 1981, i va interpretar Sir Percy Blakeney/Pimpinella Escarlata. A més d'aquesta sèrie, Andrews també era conegut pel públic estatunidenc a través dels programes de la PBS, ITV i BBC Danger UXB i The Duchess of Duke Street, així com diverses altres produccions. London Films esperava que aquesta popularitat fes que Andrews protagonitzés una sèrie de La Pimpinella Escarlata als EUA, però això no va passar mai. Altres membres del repartiment van incloure Ian McKellen i Jane Seymour. El destinatari d'una nominació al Globus d'Or per East of Eden, Seymour va ser seleccionada com a Marguerite St. Just. Més tard va interpretar a Maria Antonieta a la pel·lícula de 1989 La Révolution française .

## Recepció

### Resposta crítica
L'escriptor del New York Times, John J. O'Connor, va elogiar l'actuació d'Anthony Andrews com a l'heroic i descarat Percy Blakeney. També es va destacar l'actuació d'Ian McKellen com a Paul Chauvelin, ja que O'Connor va sentir que era "meravellosament subtil" a l'hora de donar "un retrat complexament gravat de l'enveja social i la gelosia sexual". People ho va anomenar una "melodramatització de gran suspens".
A la seva obra de 2006 Stage Combat Resource Materials: A Selected And Annotated Bibliography, l'autor J. Michael Kirkland es va referir a la lluita d'espases entre Percy i Chauvelin com a "ben posada en escena, encara que una mica repetitiva". També va observar que les armes utilitzades eren de fet sabres alemanys, que no es van utilitzar durant l' època napoleònica.

### Premis i nominacions
A la 35a edició dels Premis Emmy, la dissenyadora de vestuari de La Pimpinella Escarlata Phyllis Dalton, va guanyar el premi al disseny de vestuari excepcional per a una sèrie limitada o un especial. La pel·lícula també va rebre nominacions a Millor Drama Especial (pel productor David Conroy i productor executiu Mark Shelmerdine) i Millor Direcció d'Art per a una sèrie limitada o un especial (per al dissenyador de producció Tony Curtis i la decoradora Carolyn Scott).